# تورو مياموتو
تورو مياموتو (باليابانية: 宮本 亨) (3 ديسمبر 1982 في شيمونوسيكي في اليابان – )؛ هو لاعب كرة قدم ياباني سابق كان يلعب كمدافع.

## وصلات خارجية
- تورو مياموتو على موقع رابطة كرة القدم اليابانية للمحترفين (اليابانية)
- تورو مياموتو على موقع قاعدة بيانات كرة القدم.إي يو (الإنجليزية)
- تورو مياموتو على موقع Soccerway.com (الإنجليزية)
- تورو مياموتو على موقع عالم كرة القدم.نت (الإنجليزية)